# Riwanon
Riwanon est un prénom d'origine celte.

## Origine
Sainte Rivanon, Rivanan, Riwanon ou Rivanone (hagionyme qui procède du vieux breton ri « roi » et de gwan « doux »). Riwanon se traduit par « reine douce, affectueuse ») est la mère de Saint Hervé. Son hagiographie semble calquée sur celle de Rebecca. Elle naquit vers la fin du Ve siècle au manoir de Lanrioall, en Plouzévédé. Le barde Ar-Vian venu se fixer dans le pays, rêva pendant deux nuits consécutives qu'il avait épousé une jeune vierge du pays. D'après le conseil d'un ange qui lui parut la nuit suivante, il alla le lendemain à la recherche de Rivanon, qu'il trouva puisant de l'eau à une fontaine, et sous l'impression d'un songe semblable au sien. C'est de leur mariage que naquit Saint Hervé. Elle mourut le 19 juin 535 au manoir de Lannuzan en Tréflaouénan et fut inhumée en l'église de Lanhouarneau. Les hagiographes disent qu'elle était poète, ainsi que son mari.

## Porteurs
- La brittophone et directrice de Skol Ober, Riwanon Kervella